# Hệ thống đẳng cấp Vovinam Việt Võ Đạo
Hệ thống đẳng cấp Vovinam Việt Võ Đạo – hay còn gọi là Cấp bậc Đai Vovinam Việt Võ Đạo – được ra đời vào năm 1964, sau khi Chưởng môn Lê Sáng và các môn đệ khôi phục lại môn phái.
Sự cải thiện và hiểu biết của người môn sinh đối với môn võ được thể hiện thông qua hệ thống đẳng cấp được chia thành 5 cấp, bao gồm: Tự vệ nhập môn, Sơ đẳng, Trung đẳng, Cao đẳng, Thượng đẳng.

## Lịch sử
Trong khoảng thời gian Sáng Tổ Nguyễn Lộc lãnh đạo môn phái từ năm 1938 cho đến năm 1960, Vovinam chưa có võ phục, chưa có hệ thống đai đẳng, chưa có lý thuyết võ đạo hay chương trình huấn luyện cụ thể. Những người tập võ với Sáng Tổ chỉ mặc một cái quần ngắn đơn sơ. Khi Sáng Tổ dạy võ ở nơi nào thì nơi đó ăn mặc theo đơn vị của mình, dạy cho thanh niên thì mặc quần đùi, một thời gian sau khá hơn sẽ mặc quần đùi màu vàng, khi được lên dạy võ thì mặc quần đùi màu đỏ…

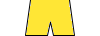
Quần đùi màu vàng cho Môn sinh (1938 - 1960)
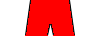
Quần đùi màu đỏ cho Huấn luyện viên (1938 - 1960)

Khi Võ sư Lê Sáng lên làm Chưởng Môn năm 1964. Ông muốn phát triển Vovinam sâu rộng từ trong nước cũng như ngoài nước, và để môn phái Vovinam có thể sánh vai với các võ phái khác trên thế giới, Chưởng Môn cùng với sự trợ giúp của 2 võ sư cao cấp trong môn phái là Võ sư Trần Huy Phong và Võ sư Nguyễn Văn Thư đã hệ thống hoá kỹ thuật võ học và lý thuyết võ đạo để kịp tiến hoá theo thời đại.Từ đó đặt ra võ phục, hệ thống đai đẳng, thành lập chương trình huấn luyện và chỉnh đốn lại đòn thế, bản môn qui … Danh xưng Việt Võ Đạo cũng bắt đầu hình thành từ đó.

## Hệ thống đẳng cấp
- Tự vệ nhập môn: Đai xanh dương nhạt hơn màu võ phục, một cấp. Đây là đai dành cho môn sinh mới bắt đầu. Danh xưng: Võ Sinh
- Lam đai: Đai xanh dương, có gạch vàng, ba cấp. Danh xưng: Môn sinh.
- Chuẩn Hoàng đai: Đai vàng viền xanh, một cấp. Đây là đai dành cho các môn sinh dưới 12 tuổi, không đủ tuổi thi lên cấp Hoàng đai theo qui định. Danh xưng: Môn sinh trung đẳng
- Hoàng đai: Đai vàng, có gạch đỏ, bốn cấp. Danh xưng: Hướng dẫn viên cho Hoàng đai, huấn luyện viên cho Hoàng đai nhất, huấn luyện viên cao cấp cho Hoàng đai nhị và võ sư trợ huấn cho Hoàng đai tam.
- Chuẩn Hồng đai: Đai đỏ viền vàng, một cấp. Danh xưng: Võ sư Chuẩn Cao đẳng.
- Hồng đai: Đai đỏ có vạch trắng, sáu cấp. Danh xưng: Võ sư Cao đẳng.
- Bạch đai: Đai trắng có 4 chỉ tứ sắc xanh, đen, vàng, đỏ, có 1 cấp. Đây là đai cao nhất dành cho võ sư Chưởng Môn môn phái là chủ yếu. Ngày nay do môn phái không còn chức vị Chưởng Môn nên Đai trắng chỉ còn nằm trong lịch sử môn phái. Nhưng hiện nay người sở hữu bạch đai đó chính là ông Nguyễn Văn Chiếu.

| Vovinam           | Vovinam           | Vovinam           | Vovinam           | Vovinam           | Vovinam           | Vovinam           | Vovinam              | Vovinam           | Vovinam           | Vovinam                      | Vovinam           |
| Các loại đai đẳng | Các loại đai đẳng | Các loại đai đẳng | Các loại đai đẳng | Các loại đai đẳng | Các loại đai đẳng | Các loại đai đẳng | Các loại đai đẳng    | Các loại đai đẳng | Các loại đai đẳng | Các loại đai đẳng            | Các loại đai đẳng |
| ----------------- | ----------------- | ----------------- | ----------------- | ----------------- | ----------------- | ----------------- | -------------------- | ----------------- | ----------------- | ---------------------------- | ----------------- |
| Cấp               | Tự vệ nhập môn    | Tự vệ nhập môn    | Sơ đẳng           | Trung đẳng        | Trung đẳng        | Trung đẳng        | Cao đẳng             | Cao đẳng          | Thượng đẳng       | Thượng đẳng                  |                   |
| Tên đai           | Tự vệ             | Nhập môn          | Lam đai           | Hoàng đai         | Hoàng đai         | Hoàng đai         | Hồng đai             | Hồng đai          | Bạch đai          | Bạch đai                     |                   |
| Danh xưng         | Võ sinh           | Võ sinh           | Môn sinh          | Môn sinh          | Hướng dẫn viên    | Huấn luyện viên   | Võ sư Chuẩn Cao đẳng | Võ sư             | Võ sư Niên Trưởng | Chánh Chưởng Quản (2015-nay) |                   |
| Đai               |                   |                   |                   |                   |                   |                   |                      |                   |                   |                              |                   |

## Thời gian luyện tập
| Đẳng cấp                                           | Màu đai | Thời gian luyện tập | Tương đương Hệ thống Quốc tế |
| -------------------------------------------------- | --- | --- | ---------------------------- |
| Tự Vệ Nhập Môn                                     | | |                              |
| Tự vệ Việt Võ Đạo                                  | Xanh võ phục | 3 tháng |                              |
| Nhập môn Việt Võ Đạo                               | Xanh dương đậm | 3 tháng |                              |
| Sơ Đẳng                                            | | |                              |
| Lam đai Đệ Nhất đẳng                               | Xanh dương đậm, 1 vạch vàng | 6 tháng |                              |
| Lam đai Đệ Nhị đẳng                                | Xanh dương đậm, 2 vạch vàng | 6 tháng |                              |
| Lam đai Đệ Tam đẳng                                | Xanh dương đậm, 3 vạch vàng | 6 tháng |                              |
| Trung Đẳng                                         | | |                              |
| Chuẩn Hoàng đai (môn sinh trung đẳng dưới 12 tuổi) | Vàng, 2 viền xanh dương đậm | Khi đủ 12 tuổi, môn sinh dự thi lên cấp Hoàng đai: - Nếu đạt, khi đủ 15 tuổi hoặc khi đến niên hạn qui định, được phép dự thi lên Hoàng đai Nhất cấp - Nếu không đạt, vẫn mang Chuẩn Hoàng đai, kiểm tra lại lần sau                  |                              |
| Hoàng đai                                          | Vàng trơn | 2 năm | Đai đen                      |
| Hoàng đai Đệ Nhất đẳng                             | Vàng, 1 vạch đỏ | 2 năm | Đai đen 1 Đẳng               |
| Hoàng đai Đệ Nhị đẳng                              | Vàng, 2 vạch đỏ | 3 năm | Đai đen 2 Đẳng               |
| Hoàng đai Đệ Tam đẳng                              | Vàng, 3 vạch đỏ | 4 năm | Đai đen 3 Đẳng               |
| Cao Đẳng                                           | | |                              |
| Chuẩn Hồng đai                                     | Đỏ, 2 viền vàng | 5 năm và trình tiểu luận võ học | Đai đen 4 Đẳng               |
| Hồng đai Đệ Nhất đẳng                              | Đỏ, 1 vạch trắng | 6 năm và trình luận án võ học, nếu luận án xuất sắc thì 3 năm được xét | Đai đen 5 Đẳng               |
| Hồng đai Đệ Nhị đẳng                               | Đỏ, 2 vạch trắng | 6 năm và trình luận án võ học, nếu luận án xuất sắc thì 3 năm được xét | Đai đen 6 Đẳng               |
| Hồng đai Đệ Tam đẳng                               | Đỏ, 3 vạch trắng | 6 năm và trình luận án võ học, nếu luận án xuất sắc thì 3 năm được xét | Đai đen 7 Đẳng               |
| Hồng đai Đệ Tứ đẳng                                | Đỏ, 4 vạch trắng | 6 năm và trình luận án võ học, nếu luận án xuất sắc thì 3 năm được xét | Đai đen 8 Đẳng               |
| Hồng đai Đệ Ngũ đẳng                               | Đỏ, 5 vạch trắng | 6 năm và trình luận án võ học, nếu luận án xuất sắc thì 3 năm được xét | Đai đen 9 Đẳng               |
| Hồng đai Đệ Lục đẳng                               | Đỏ, 6 vạch trắng | 6 năm và trình luận án võ học, nếu luận án xuất sắc thì 3 năm được xét | Đai đen 10 Đẳng              |
| Thượng Đẳng                                        | | |                              |
| Bạch Đai Thượng Đẳng                               | (Bạch đai Niên Trưởng – 1996-nay) Trắng, có 1 chỉ đỏ chạy dọc | Tấn phong cho võ sư có trên 40 năm thâm niên phục vụ môn phái, có công với sự nghiệp phát triển của môn phái Vovinam-Việt Võ Đạo, có đẳng cấp tối thiểu là Hồng đai Đệ Nhất đẳng, và có tuổi đời trên 60 tại thời điểm được tấn phong |                              |
| Bạch Đai Thượng Đẳng                               | (Bạch đai Chưởng Môn – 1990-2010) Trắng, có 4 chỉ tứ sắc: xanh, đen, vàng, đỏ ở giữa (Bạch đai Chánh Chưởng Quản – 2015-nay) Trắng, có 3 chỉ màu: xanh, vàng, đỏ ở giữa, đạo thể âm dương hai đầu | Vô định |                              |
| Đai Danh dự Vovinam-Việt Võ Đạo                    | | |                              |
| Hồng đai Danh dự                                   | Đỏ, không vạch | Phong cho các cá nhân (không phải là võ sư, HLV Vovinam) có công với sự nghiệp phát triển của môn phái Vovinam-Việt Võ Đạo |                              |

## Nguyên tắc khi thắt đai
Bên cạnh việc tuân thủ các bước thắt đai, Vovinam cũng có những nguyên tắc và quy định khi thắt đai cần lưu ý:
- Đai Vovinam không được phép chạm xuống đất trong quá trình thắt đai.
- Sau khi thắt đai xong, vòng đai phía sau phải chồng khít lên nhau.
- 2 đầu dây đai ở đằng trước sau khi thắt xong phải bằng nhau.
- Hiện nay tất cả các đai đều có 2 dòng chữ Vovinam và Việt Võ Đạo. Sau khi được thống nhất, chữ Vovinam sẽ được nằm bên trái và chữ Việt Võ đạo sẽ nằm bên phải.

## Ý nghĩa màu đai

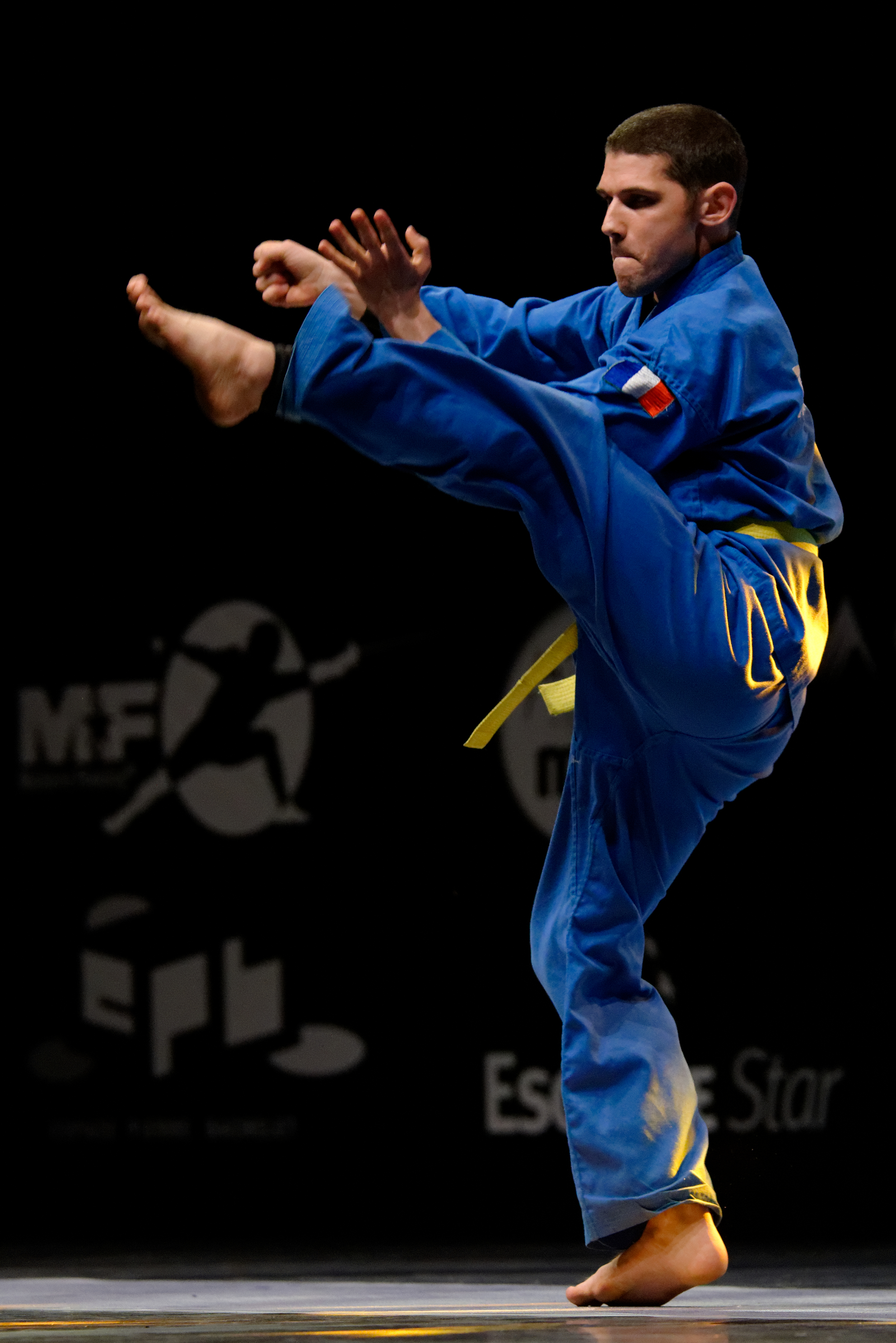
Một môn sinh ngoại quốc với đai vàng

Hiện tại, các màu đai có ý nghĩa như sau:
 Xanh lam: Tượng trưng cho màu hy vọng và biển cả, với ý nghĩa người võ sinh đang nuôi hy vọng tiến sâu vào ngành võ thuật và tu dưỡng tinh thần võ đạo.
 Vàng: Tượng trưng cho màu Vương đạo của Á Đông, với ý nghĩa võ thuật và tinh thần võ đạo đã ngấm vào da thịt và tâm hồn của người môn sinh.
 Đỏ: Tượng Trưng cho màu máu, màu của lửa sống hào hùng kiên quyết, với ý nghĩa võ thuật và tinh thần võ đạo đã ngấm vào máu huyết, đang lưu thông trong thân thể người môn sinh.
 Trắng: Tượng trưng cho màu xương, với ý nghĩa võ thuật và tinh thần võ đạo đã ngấm sâu vào xương tủy, biến căn cốt con người biểu trưng cho tinh hoa môn phái.
Trong một số giai đoạn lịch sử, màu đai từng có ý nghĩa như sau:
- Xanh lam: Ban đầu là "màu hy vọng" như hiện nay.
- Đen: Màu của nước, với ý nghĩa võ thuật và võ đạo đã chuyển thành bản thể. Ban đầu không có màu đen cho đai. Nhưng từ khi Vovinam chính thức ra với quốc tế, nên các võ sư đã thống nhất cho thêm màu đai đen để có một cấp bậc tương đương với đẳng cấp quốc tế. Nghĩa là môn sinh mang đai đen Vovinam sẽ tương đương đẳng cấp với các môn sinh đai đen của các võ phái khác đã được quốc tế hóa (như đai đen của Karatedo, Taekwondo,…). Đến năm 2012, đai đen được thay thế bởi đai vàng trơn do Hội đồng Chưởng quản quyết định đưa màu đai vàng truyền thống trở lại để thay đai đen cho cấp này, trong bối cảnh Vovinam đã phát triển rộng khắp và màu đai truyền thống của Vovinam không còn là điều xa lạ đối với bạn bè 5 châu.
- Vàng: Ban đầu là màu của da, với ý nghĩa võ thuật và võ đạo đã bao trùm thân thể cho người môn sinh, bảo vệ vững chắc cho người môn sinh. Khi xưa, Vovinam chỉ dạy cho người Việt, chưa du nhập ra quốc tế, nên màu vàng biểu thị cho màu da của người Việt, là người da vàng. Đến khi Vovinam trở nên quốc tế hóa với các môn sinh da vàng, da trắng, da đen đến từ khắp nơi trên toàn thế giới, có một thời gian ý nghĩa màu đai vàng đã sửa thành "màu của đất". Đến ngày nay thì sửa thành "màu của Vương đạo Á Đông" như trên.
- Đỏ: Ban đầu là màu của máu như hiện nay. Có một thời gian sửa thành màu của lửa, với ý nghĩa võ thuật và võ đạo đã bốc cao như lửa.
- Trắng: Ban đầu là màu của xương như hiện nay. Có một thời gian sửa thành màu của sự thanh khiết, với ý nghĩa võ thuật và võ đạo đã trở nên cao độ, chân tịnh, thiêng liêng nhất. Màu đai này chỉ dành cho Chưởng Môn môn phái.

## Triết lý trong dây đai

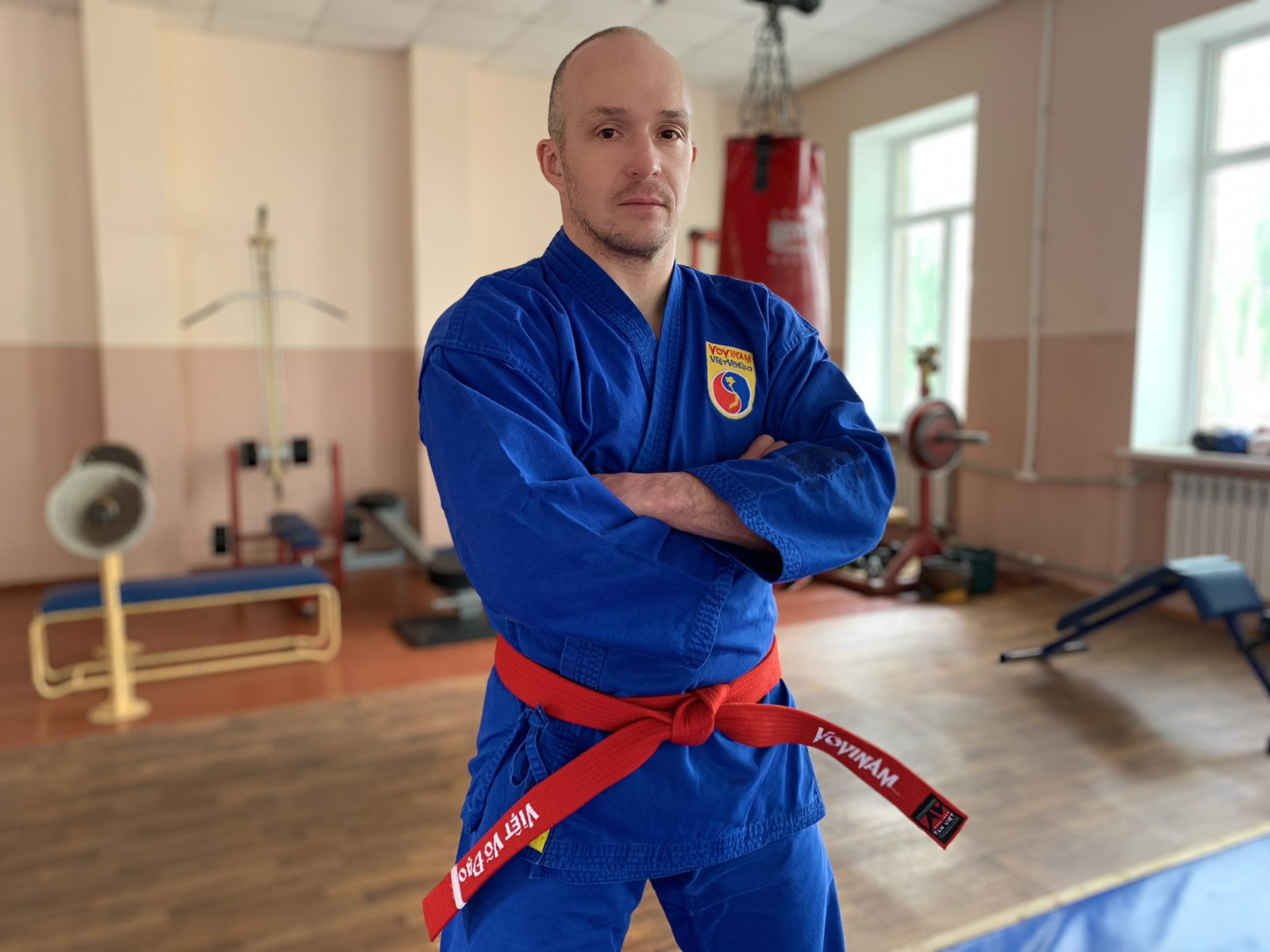
Võ sư người Ukraine Maxim Vershina Zaporozhye thắt dây đai Vovinam Việt Võ Đạo theo nguyên lý Cương Nhu phối triển và định lý Thường Dịch

Trong dây đai Vovinam Việt Võ Đạo mang ý nghĩa theo nguyên lý Cương Nhu phối triển và định lý Thường Dịch.
Hai đầu dây đai của người môn sinh có thêu chữ: một bên là VOVINAM, một bên là VIỆT VÕ ĐẠO. Chữ VOVINAM luôn nằm bên tay trái vì VOVINAM là gốc rê, là tên gọi từ lúc khai sinh và sẽ bất di bất dịch, tồn tại mãi mãi, đó là sự Bất biến. Trong lúc đó, VIỆT VÕ ĐẠO là tên gọi có thể sẽ được thay đổi tùy theo sự phát triển của môn phái, chẳng hạn từ VIỆT VÕ ĐẠO mai sau có thể được chuyển thành NHÂN VÕ ĐẠO... Mặt khác, bên đầu đai này cũng gắn liền với biểu thị trình độ đẳng cấp như một gạch hay nhiều gạch thay đổi theo từng giai đoạn học tập, rèn luyện và tu dưỡng. Đó là sự Thường dịch. Nó cũng phù hợp với tập quán quốc tế (biểu thị đẳng cấp ở bên phải).
Cách thắt đai của Vovinam Việt Võ Đạo cũng theo nguyên lý Cương Nhu phối triển: (thắt 2 vòng). Vòng trong là Âm, vòng ngoài là Dương. Nút thắt dây đai là sự phối hợp của Âm-Dương tức Cương-Nhu.

## Bạch Đai Thượng Đẳng
Bạch Đai Thượng Đẳng là một loại đai thượng đẳng, cao cấp nhất trong hệ thống đẳng cấp Vovinam Việt Võ Đạo được qui chế hoá vào năm 1964 (qui lệ Môn phái 1964, Điều 41, 42, Chương 6).
Thời điểm này, Môn phái chưa có loại đai đặc biệt dành cho Võ sư Chưởng Môn mà chỉ có loại đai trắng thượng đẳng. Sau này đai thượng đẳng được thay thế bằng Bạch đai Chưởng Môn.
Một số hình ảnh về Bạch Đai Thượng Đẳng
- Đai trắng Thượng đẳng được qui chế hóa năm 1964 (sau này được thay thế bằng Bạch đai Chưởng Môn)[3]
- Tranh vẽ Sáng Tổ Nguyễn Lộc trong võ phục Môn phái Vovinam Việt Võ Đạo, mang đẳng cấp Bạch đai Chưởng Môn
- Võ sư Chưởng Môn đời thứ III Trần Huy Phong mang đẳng cấp Bạch Đai Niên Trưởng.
- Hình ảnh chi tiết Bạch đai Chánh Chưởng Quản Môn phái Vovinam-Việt Võ Đạo (cấp bậc đai lớn nhất hiện nay - thay cho Bạch đai Chưởng Môn)

### Bạch đai Chưởng Môn
| Vovinam – Việt Võ Đạo | Vovinam – Việt Võ Đạo | Vovinam – Việt Võ Đạo                   | Vovinam – Việt Võ Đạo | Vovinam – Việt Võ Đạo |
| Đẳng cấp              |                       | Danh xưng                               | Danh xưng             |                       |
| Đẳng cấp              | Đầy đủ                | Ngắn gọn                                |                       |                       |
| --------------------- | --------------------- | --------------------------------------- | --------------------- | --------------------- |
| Bạch đai Chưởng Môn   |                       | Chưởng Môn Môn phái Vovinam-Việt Võ Đạo | Chưởng Môn            |                       |

Bạch đai Chưởng Môn không phải đơn thuần là chiếc ĐAI TRẮNG như hệ thống võ thuật Nhật Bản hay Hàn Quốc, mà chiếc Đai trắng có 4 chỉ tứ sắc XANH, ĐEN, VÀNG, ĐỎ trên đai nền trắng. Đây là đai cao nhất dành riêng cho võ sư Chưởng Môn của môn phái Vovinam Việt Võ Đạo.
Ngày 31 tháng 3 năm 2010, Chưởng Môn Lê Sáng trực tiếp ký quyết định thành lập Hội Đồng Võ Sư Chưởng Quản Môn phái Vovinam Việt Võ Đạo. Danh hiệu của người đứng đầu là Chánh Chưởng Quản. Danh xưng Chưởng Môn từ đó không dùng nữa nhưng Sáng Tổ Nguyễn Lộc và Chưởng Môn Lê Sáng vẫn dùng danh hiệu này do thuộc thời kỳ đặc biệt của môn phái.
Kể từ sau ngày mất của Chưởng Môn Lê Sáng (ngày 27 tháng 9 năm 2010), môn phái không còn chức vị Chưởng Môn nên Bạch đai Chưởng Môn Vovinam Việt Võ Đạo chỉ còn nằm trong lịch sử môn phái.

### Bạch đai Niên Trưởng
| Vovinam – Việt Võ Đạo | Vovinam – Việt Võ Đạo | Vovinam – Việt Võ Đạo                          | Vovinam – Việt Võ Đạo | Vovinam – Việt Võ Đạo |
| Đẳng cấp              |                       | Danh xưng                                      | Danh xưng             |                       |
| Đẳng cấp              | Đầy đủ                | Ngắn gọn                                       |                       |                       |
| --------------------- | --------------------- | ---------------------------------------------- | --------------------- | --------------------- |
| Bạch đai Niên Trưởng  |                       | Võ sư Niên Trưởng Môn phái Vovinam-Việt Võ Đạo | Võ sư Niên Trưởng     |                       |

Tháng 8 năm 1996, nhân đại hội thành lập Hội Đồng Võ Sư Thế Giới và Tổng Liên Đoàn Vovinam-Việt Võ Đạo Thế Giới tại Paris, cố Võ sư Chưởng Môn Trần Huy Phong đã đề nghị tái lập hệ thống Bạch Đai Thượng Đẳng - Bạch Đai Niên Trưởng, dành cho các Võ sư nguyên thành viên Ban Chấp Hành Trung Ương của môn phái năm 1964 hoặc là các võ sư môn đệ trực tiếp của Sáng Tổ Nguyễn Lộc.
Tháng 5 năm 2008, Đại Hội Vovinam-Việt Võ Đạo Thế Giới kỳ 6 tại Paris đã biểu quyết thông qua dự án "Tu chỉnh hệ thống đẳng cấp và đề án thành lập Thượng Hội Đồng Võ Sư", có mục đích qui chế hoá và đặt tiêu chuẩn tấn phong Bạch đai Niên Trưởng như sau:
Tiêu chuẩn tấn phong Bạch đai Niên Trưởng (bạch đai thượng đẳng):
1- Hội đủ tư cách thành viên theo một trong hai tiêu chuẩn sau đây:
- Là võ sư đã phục vụ môn phái trong thời kỳ 1938-1975.
- Võ sư thành viên trong hệ thống Hội Đồng Võ Sư Thế Giới và Tổng Liên Đoàn Thế Giới.

2- Có trên 40 năm thâm niên phục vụ môn phái.

3- Có đẳng cấp tối thiểu là Hồng đai Đệ Nhất đẳng.

4- Có tuổi đời trên 60 tại thời điểm được tấn phong.

5- Có một quá trình phát huy môn phái cao.

6- Đã từng lãnh trách nhiệm lãnh đạo trên bình diện quốc gia hoặc quốc tế.

7- Được Hội Đồng Võ Sư Thế Giới lập hồ sơ đề nghị tấn phong.

8- Được các thành viên trong Thượng Hội Đồng Võ Sư biểu quyết chấp thuận.

### Bạch đai Chánh Chưởng Quản
| Vovinam – Việt Võ Đạo      | Vovinam – Việt Võ Đạo | Vovinam – Việt Võ Đạo                                                     | Vovinam – Việt Võ Đạo | Vovinam – Việt Võ Đạo |
| Đẳng cấp                   |                       | Danh xưng                                                                 | Danh xưng             |                       |
| Đẳng cấp                   | Đầy đủ                | Ngắn gọn                                                                  |                       |                       |
| -------------------------- | --------------------- | ------------------------------------------------------------------------- | --------------------- | --------------------- |
| Bạch đai Chánh Chưởng Quản |                       | Chánh Chưởng Quản Hội Đồng Võ Sư Chưởng Quản Môn phái Vovinam-Việt Võ Đạo | Chánh Chưởng Quản     |                       |

Ngày 27 tháng 9 năm 2015 vào lúc 9 giờ sáng Chủ Nhật. Hội Đồng võ sư Chưởng Quản môn phái Vovinam Việt Võ Đạo đã long trọng tổ chức lễ Tưởng Niệm Cố Võ sư Chưởng Môn Lê Sáng lần thứ 5 tại Tổ Đường dưới sự hiện diện gần 100 võ sư về tham dự.
Đồng thời, theo quyết định của Cố Võ sư Chưởng Môn Lê Sáng về việc bổ nhiệm Hội Đồng Võ Sư Chưởng Quản Môn phái, và văn thư đề nghị của nhiều Võ sư. Các Võ sư trong Hội Đồng Chưởng Quản Môn phái đã họp lại và tôn vinh võ sư Chánh Chưởng Quản Môn Phái Nguyễn Văn Chiếu mang đai đăc biệt dành riêng cho Chánh Chưởng Quản: Bạch Đai Chánh Chưởng Quản.
Đây là Bạch đai dành riêng cho Chánh Chưởng Quản để lãnh đạo Môn phái trong thời kỳ phát triển trong giai đoạn mới, và là đẳng cấp lớn nhất trong Hệ thống đẳng cấp Vovinam Việt Võ Đạo, thay cho Bạch đai Chưởng Môn.

## Thông tin thêm

### Hồng đai Danh dự

Hồng đai Danh dự Việt Võ Đạo

Theo quyết định số 49-08/QĐ/LĐ ngày 18 tháng 8 năm 2008 của Chủ tịch Liên đoàn Vovinam Việt Nam (VVF), đối với những quan chức, doanh nhân, trí thức, nhân sĩ... (không phải là võ sư, HLV Vovinam) có nhiều đóng góp, công lao xây dựng phát triển phong trào ở các tỉnh, thành, ngành; Ban chấp hành Hội có thể gửi công văn đề nghị  Liên đoàn Vovinam Việt Nam phong cấp Hồng đai Danh dự.

### Hoàng đai

Cấp bậc đai Hoàng đai Việt Võ Đạo

Hoàng đai (Đai vàng trơn không gạch) là chiếc đai vàng truyền thống của Môn phái Vovinam Việt Võ Đạo, được qui chế hóa lần đầu vào năm 1964.
Trong thi đấu, tất cả các Võ sĩ yêu cầu bắt buộc mang Hoàng đai.

### Huyền đai (Cấp bậc đai đã bãi bỏ)

Cấp bậc đai Huyền đai Việt Võ Đạo

Những năm cuối của thập niên 90, Hệ thống đẳng cấp môn phái Vovinam ra mắt cấp bậc đai Huyền đai Việt Võ Đạo để thay thế Hoàng đai không vạch. Sự thay đổi này nhằm mục đích làm tương xứng với hệ thống đai của các võ phái nổi tiếng đến từ Nhật Bản và Hàn Quốc lúc bấy giờ, giúp thuận tiện hơn trong việc truyền bá Vovinam ra thế giới.
Từ ngày 1 tháng 1 năm 2012, căn cứ Quyết Định số 01/HDVSCQ/QD của Hội Đồng Võ Sư Chưởng Quản Môn phái Vovinam Việt Võ Đạo, thay thế đai Đen (Huyền đai) bằng đai Vàng trơn (Hoàng đai), trong bối cảnh Vovinam đã được truyền bá rộng rãi ra thế giới và màu đai Vàng truyền thống của Việt Võ Đạo đã dần quen thuộc với bạn bè quốc tế.

### Bổ sung "Chuẩn Hoàng Đai" vào Hệ thống đẳng cấp

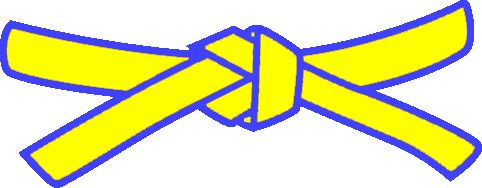
Cấp bậc đai Chuẩn Hoàng đai Việt Võ Đạo

Ngày 27 tháng 8 năm 2014 Hội Đồng Võ Sư Chưởng Quản Môn phái Vovinam Việt Võ Đạo đã ra quyết định số 04/HĐVSCQ/QĐ về việc bổ sung màu đai dành cho thiếu niên.
Theo đó các môn sinh dưới 12 tuổi do chưa đủ tuổi thi lên cấp Hoàng đai theo quy định hiện tại sẽ được phép thi lên cấp "Chuẩn Hoàng đai".
Ở cấp "Chuẩn Hoàng đai" võ sinh sẽ mang đai màu vàng có 2 sọc xanh dương đậm dọc theo sợi đai, cấp đai này do địa phương tổ chức kiểm tra và cấp chứng chỉ (từ cấp Hoàng đai trở lên do Liên đoàn Vovinam Việt Nam chấm thi và cấp chứng chỉ).